# Lynchburg (Virginia)

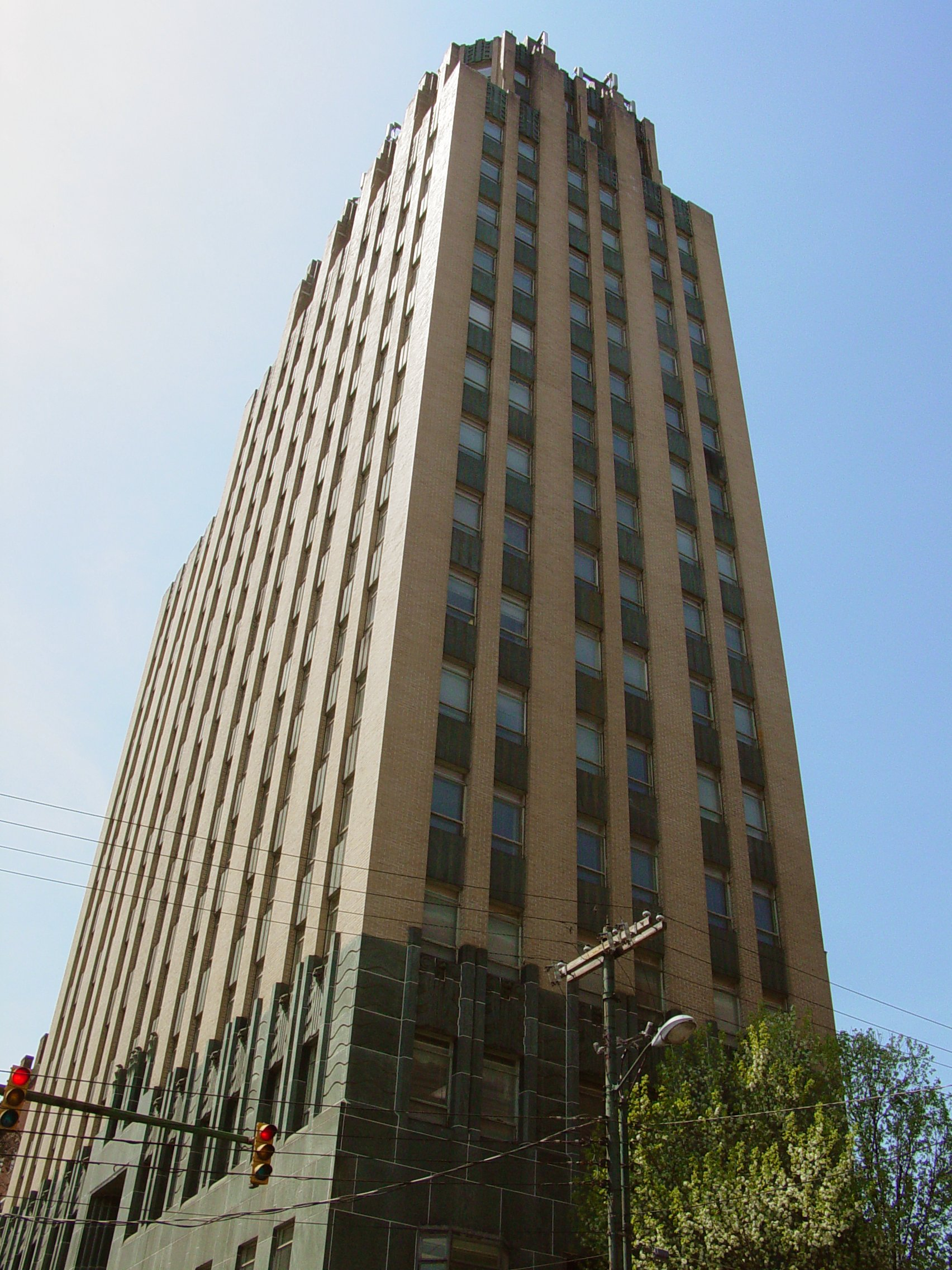
„Allied Arts Building“, Lynchburg, erbaut 1931

Lynchburg ist eine US-amerikanische Stadt im Bundesstaat Virginia. Das U.S. Census Bureau hat bei der Volkszählung 2020 eine Einwohnerzahl von 79.009 ermittelt.
Sie trägt als eine von 43 Städten den Titel „Independent City“. Gelegen an den Ausläufern der Blue Ridge Mountains, nennt man sie in den USA auch die „Stadt der sieben Hügel“.

## Geographie
Nach dem United States Census Bureau (Behörde für Bevölkerungsstatistik), hat die Stadt eine Größe von 128,9 km² davon sind 0,74 % (1,0 km²) Wasserfläche.

## Geschichte
Lynchburg wurde 1757 von John Lynch gegründet, der dort im Alter von nur 17 Jahren einen Fährdienst über den James River einrichtete, 1786 erhielt die Stadt die Gründungsurkunde. John Lynch war auch verantwortlich für den Bau von Lynchburgs erster Brücke über den Fluss 1812. Nach ihrer Fertigstellung wurde der Fährdienst eingestellt. Die Stadt wuchs im 19. Jahrhundert zu einem Handels- und Produktionszentrum heran. Hauptindustriezweige waren das Geschäft mit Tabak sowie die Eisen- und Stahlindustrie. Mit dem Kanawha-Kanal und später vier Eisenbahnstrecken verliefen wichtige Teile der Infrastruktur Virginias durch Lynchburg.
Während des Sezessionskriegs diente Lynchburg als Versorgungsbasis für die konföderierten Truppen und fungierte dank der Virginia & Tennessee Railroad als wichtiger Verschubbahnhof für Einheiten und Nachschub zwischen dem östlichen und dem westlichen Kriegsschauplatz. 1864 näherte sich eine Unionsarmee unter General David Hunter bis auf etwa eine Meile der Stadt, dieser Vorstoß konnte jedoch von dem konföderierten General Jubal Early am 18. Juni 1864 zurückgeschlagen werden, wobei dieser die Vorteile der Eisenbahn nutzte, um rechtzeitig Verstärkung aus der Nähe von Cold Harbor heranzuführen. Nahe Lynchburg liegt Appomattox Court House, Schauplatz der Schlacht von Appomattox und der Kapitulation der Südstaaten im Sezessionskrieg.
Tankzug-Unglück vom 30. April 2014
Am 30. April 2014 entgleiste kurz vor der Einfahrt in die Lynchburg – Kemper Street Station ein Tankzug der CSX Transportation, aus Chicago kommend. In der Folge gingen vier der fünfzehn Waggons in Flammen auf und explodierten. Weite Teile der Umgebung rund um den Unfallort am James River brannten nieder. Rund 300 Menschen aus den umliegenden Häusern wurden aus Sicherheitsgründen zwangsevakuiert.

## Demographie

### Einwohnerentwicklung
| Jahr | Einwohner¹ |
| ---- | ---------- |
| 1980 | 66.743     |
| 1990 | 66.049     |
| 2000 | 65.269     |
| 2010 | 75.568     |
| 2020 | 79.009     |

1980–2020: Volkszählungsergebnisse;

### Daten aus dem Jahr 2000
Nach einer Erhebung aus dem Jahr 2000 hatte Lynchburg 65.269 Einwohner, 25.477 Haushalte und 15.591 dort lebende Familien. Die Bevölkerungsdichte lag bei 510 Einwohnern je km² und es gab 27.640 Wohneinheiten mit einer durchschnittlichen Verteilung von 216 je km². Ethnische Zugehörigkeiten: 66,63 % Weiße, 29,70 % Afroamerikaner, 1,35 % hispanischer Herkunft, 1,28 % asiatischer Herkunft, 0,26 % indianischen Ursprungs und 0,78 % Zugehörigkeit zu anderen Gruppen.
Von den 25.477 Haushalten lebten in 27,8 % Kinder unter 18 Jahren, 41,6 % waren verheiratete Paare, 16 % alleinerziehende Mütter und 38,8 % Singles. Die durchschnittliche Größe eines Haushalts war 2,3, die durchschnittliche Familiengröße 2,92.
Bevölkerungsstruktur:
- 22,1 % unter 18
- 15,5 % 18 bis 24
- 25,3 % 25 bis 44
- 20,8 % 45 bis 64
- 16,3 % 65 und älter

Durchschnittseinkommen pro Jahr:
- Pro-Kopf-Einkommen: 18.263 USD
- pro Haushalt: 32.234 USD
- pro Familie: 40.844 USD

15,9 % der Bevölkerung lebten unter der Armutsgrenze, 22,4 % der unter 18-Jährigen, 10,7 % der Menschen älter als 65.

## Bildung
Lynchburg ist Sitz des Randolph-Macon Woman’s College, des Lynchburg College, der Liberty University, des Central Virginia Community College und der Virginia University of Lynchburg.
Lynchburg ist in den USA vor allem als Wirkungsstätte des umstrittenen Fernsehpredigers Jerry Falwell bekannt, der Ende der 1980er Jahre das Schlagwort von der Moral Majority prägte und in der Stadt die private Liberty University unterhielt.

## Medien
Die Tageszeitung „The News & Advance“ wird von Media General herausgegeben.

## Verkehr
Die Stadt besitzt neben einem Bahnhof in der „Kemper Street“ einen Flughafen mit Verbindungen nach Charlotte, North Carolina und Atlanta, Georgia.

## Sehenswürdigkeiten
- Monument Terrace
- „Old depot train station“ (altes Eisenbahndepot)
- Amazement Square, multidisziplinäres Kindermuseum
- Langley Fountain
- Point of Honor
- Poplar Forest: Thomas Jeffersons Ferienhaus.
- Fort Early: Benannt nach dem Konföderierten-General Jubal Anderson Early, der von hier aus die Stadt gegen Truppen der Nordstaaten verteidigte.
- The Old Court House
- Crabtree Falls
- Appomattox Court House: Robert Edward Lee und Ulysses S. Grant unterzeichneten hier am 9. April 1865 den Waffenstillstand, der das Ende des amerikanischen Bürgerkriegs bedeutete.
- National D-Day Memorial

## Städtepartnerschaften
Partnerstädte Lynchburgs sind Rueil-Malmaison, Frankreich, und die deutsche Stadt Glauchau in Sachsen.

## Söhne und Töchter der Stadt
- Deborah Adair (* 1952), Schauspielerin
- Roberta Alexander (* 1949), Opernsängerin (Sopran)
- Romeo Crennel (* 1947), American-Football-Trainer
- John W. Daniel (1842–1910), US-Senator
- Desmond Doss (1919–2006), Sanitäter im Zweiten Weltkrieg
- Jerry Falwell (1933–2007), baptistischer Pastor und Fernsehprediger
- Jerry Falwell Jr. (* 1962), Sohn von Jerry Falwell, Jurist
- Samuel Garland (1830–1862), General der Konföderierten im Sezessionskrieg
- Robert L. Owen (1856–1947), US-Senator
- Nat Reeves (* 1955), Jazzmusiker und Hochschullehrer
- Robert Emmett Rodes (1829–1864), konföderierter Generalmajor im Sezessionskrieg
- Lucius Shepard (1943–2014), Schriftsteller
- Creed Taylor (1929–2022), Musikproduzent und Jazzlabel-Gründer
- Charlie Thomas (1937–2023), Sänger
- Logan Thomas (* 1991), American-Football-Spieler
- Allen G. Thurman (1813–1895), US-Senator
- Skeet Ulrich (* 1970), Schauspieler
- Phil Vassar (* 1964), Country-Musiker
- Kevin Beasley (* 1985), multimedialer Künstler